# Landtagswahlkreis Walsrode
Der Wahlkreis Walsrode (bis 1998 Wahlkreis Fallingbostel) ist ein Wahlkreis zur Wahl des niedersächsischen Landtags. Er liegt im Süden des Landkreises Heidekreis und umfasst die Städte Walsrode und Bad Fallingbostel, die Gemeinden Bomlitz (bis 2017) und Wietzendorf, die Samtgemeinden Ahlden, Rethem und Schwarmstedt sowie den gemeindefreien Bezirk Osterheide. Der Wahlkreis gliedert sich in 92 Wahlbezirke.

## Geschichte
Bei den Landtagswahlen 1947 bis einschließlich 1998, damals noch ohne die Gemeinde Wietzendorf, hatte der Wahlkreis den Namen Wahlkreis Fallingbostel.
Von 1947 bis zur Wahl 1978 trug der Wahlkreis die Nummer 51, zwischen 1982 und 1998 die Nummer 56, nach einer erneuten Anpassung der Wahlkreiseinteilung hatte der Wahlkreis 2003 die Nummer 54. Seit der Wahl 2008 hat er die Wahlkreisnummer 43.

## Wahlergebnisse

### Landtagswahl 2017
Die vorgezogene Landtagswahl 2017 fand am 15. Oktober 2017 statt. Im Wahlkreis Walsrode traten sechs Direktkandidaten an. Das Direktmandat errang Sebastian Zinke (SPD). Die langjährige Landtagsabgeordnete Gudrun Pieper (CDU) unterlag zwar, zog aber über die Landesliste erneut in den Landtag ein. Im Wahlkreis waren 55.024 Personen wahlberechtigt, die Wahlbeteiligung betrug 63,8 Prozent.
| Partei                 | Direktkandidat   | Erststimmen | Zweitstimmen |
| ---------------------- | ---------------- | ----------- | ------------ |
| CDU                    | Gudrun Pieper    | 33,3 %      | 32,5 %       |
| SPD                    | Sebastian Zinke  | 46,4 %      | 40,6 %       |
| Bündnis 90/Die Grünen  | Holger Stolz     | 5,6 %       | 7,3 %        |
| FDP                    | Tanja Kühne      | 5,6 %       | 7,1 %        |
| DIE LINKE              | Agnes Hasenjäger | 3,0 %       | 3,6 %        |
| AfD                    | Michael Kalis    | 6,0 %       | 6,5 %        |
| Bündnis Grundeinkommen |                  |             | 0,1 %        |
| Deutsche Mitte         |                  |             | 0,1 %        |
| Freie Wähler           |                  |             | 0,4 %        |
| LKR                    |                  |             | 0,0 %        |
| ÖDP                    |                  |             | 0,1 %        |
| Die PARTEI             |                  |             | 0,4 %        |
| Tierschutzpartei       |                  |             | 0,8 %        |
| Piratenpartei          |                  |             | 0,2 %        |
| V-Partei³              |                  |             | 0,1 %        |

### Landtagswahl 2013
Zur Landtagswahl in Niedersachsen 2013 traten im Wahlkreis Walsrode acht Direktkandidaten an. Direkt gewählte Abgeordnete ist Gudrun Pieper (CDU).
| Partei                | Direktkandidat     | Erststimmen | Zweitstimmen |
| --------------------- | ------------------ | ----------- | ------------ |
| CDU                   | Gudrun Pieper      | 42,2        | 36,9         |
| SPD                   | Michael Lebid      | 39,3        | 33,6         |
| Bündnis 90/Die Grünen | Hans-Peter Ludewig | 8,3         | 11,9         |
| FDP                   | Tanja Kühne        | 3,2         | 9,7          |
| Die Linke             | Petra Schmitz      | 2,7         | 3,0          |
| Piratenpartei         | Friedrich Bohm     | 1,6         | 1,8          |
| Freie Wähler          | Birgit Rieboldt    | 1,6         | 1,2          |
| NPD                   | Matthias Behrens   | 1,2         | 1,2          |
| Die Freiheit          |                    |             | 0,3          |
| PBC                   |                    |             | 0,2          |
| Bündnis 21/RRP        |                    |             | 0,1          |

Die Wahlbeteiligung lag bei 60,5 %.

### Landtagswahl 2008
Zur Landtagswahl in Niedersachsen 2008 traten im Wahlkreis Walsrode sechs Direktkandidaten an. Direkt gewählte Abgeordnete ist Gudrun Pieper (CDU).
| Partei                | Direktkandidat   | Erststimmen | Zweitstimmen |
| --------------------- | ---------------- | ----------- | ------------ |
| CDU                   | Gudrun Pieper    | 44,64       | 44,44        |
| SPD                   | Björn Gehrs      | 37,18       | 31,27        |
| FDP                   | Dirk Mende       | 4,77        | 6,82         |
| Die Linke             | Heinz Kühsel     | 6,13        | 6,77         |
| Bündnis 90/Die Grünen | Stefan Winter    | 5,38        | 6,47         |
| NPD                   | Stefan Klingbeil | 1,89        | 1,99         |
| Tierschutzpartei      |                  |             | 0,77         |
| FAMILIE               |                  |             | 0,42         |
| PBC                   |                  |             | 0,26         |
| Volksabstimmung       |                  |             | 0,22         |
| Die Grauen            |                  |             | 0,20         |
| Die Friesen           |                  |             | 0,17         |
| Freie Wähler          |                  |             | 0,15         |
| ÖDP                   |                  |             | 0,05         |

Die Wahlbeteiligung lag bei 54,8 %.

### Landtagswahl 2003
Bei der Wahl 2003 trug der Wahlkreis die Wahlkreisnummer 54. Direkt gewählter Kandidat war Friedrich-Otto Ripke (CDU).
| Partei                | Direktkandidat          | Erststimmen | Zweitstimmen |
| --------------------- | ----------------------- | ----------- | ------------ |
| CDU                   | Friedrich-Otto Ripke    | 52,0        | 47,1         |
| SPD                   | Peter Rabe              | 37,8        | 34,5         |
| FDP                   | Daniel Christian Stöver | 3,8         | 7,9          |
| Bündnis 90/Die Grünen | Detlef Gieseke          | 5,8         | 7,2          |
| PRO                   |                         | -           | 1,1          |
| REP                   |                         | -           | 1,0          |
| PDS                   |                         | -           | 0,4          |
| PBC                   | Manfred Altrichter      | 0,6         | 0,3          |
| Die Grauen            |                         | -           | 0,3          |
| ÖDP                   |                         | -           | 0,1          |

Die Wahlbeteiligung lag bei 68,1 %.

## Abgeordnete
Direkt gewählte Abgeordnete des Wahlkreises waren:
| Jahr | Name                 | Partei |
| ---- | -------------------- | ------ |
| 1947 | Hinrich Wilhelm Kopf | SPD    |
| 1951 | Hermann Neddenriep   | DP     |
| 1955 | Hermann Neddenriep   | DP     |
| 1959 | Karl Garbers         | SPD    |
| 1963 | Karl Garbers         | SPD    |
| 1967 | Christian Steinbach  | SPD    |
| 1970 | Karl-Dieter Oestmann | CDU    |
| 1974 | Karl-Dieter Oestmann | CDU    |
| 1978 | Karl-Dieter Oestmann | CDU    |
| 1982 | Karl-Dieter Oestmann | CDU    |
| 1986 | Karl-Dieter Oestmann | CDU    |
| 1990 | Peter Rabe           | SPD    |
| 1994 | Peter Rabe           | SPD    |
| 1998 | Peter Rabe           | SPD    |
| 2003 | Friedrich-Otto Ripke | CDU    |
| 2008 | Gudrun Pieper        | CDU    |
| 2013 | Gudrun Pieper        | CDU    |
| 2017 | Sebastian Zinke      | SPD    |